# Васильченко, Иван Тихонович
Ива́н Ти́хонович Васи́льченко (1903—1995) — советский и российский ботаник — флорист и морфолог, специалист по сорным растениям.

## Биография
Родился в Таганроге 7 (20) сентября 1903 года. Начальное образование получал в местной гимназии, затем учился в Донском сельскохозяйственном институте, который окончил в 1926 году. В 1931 году переехал в Ленинград, стал научным сотрудником отдела семеноведения Главного ботанического сада. С 1934 года работал в гербарии, где занимался изучением сорных растений.
С 1937 года Иван Тихонович изучал кормовые характеристики видов рода Люцерна. 9 июля 1941 года защитил диссертацию на соискание степени доктора наук (опубликована в 1949 году).
Во время Великой Отечественной войны служил в армии, после ранения в 1943 году демобилизован. Награждён Орденом Отечественной войны и медалями.
После войны И. Т. Васильченко продолжил исследования сорных растений СССР, главным образом занимался изучением морфологии их всходов, а также флоры деревьев и кустарников. Затем занимался проблемой неотении как пути эволюции видов. С 1963 по 1976 Васильченко заведовал гербарием Ботанического института. В 1975 году участвовал в организации XII Международного ботанического конгресса в Ленинграде. Свыше 10 лет руководил Секцией флоры и растительности Всесоюзного ботанического общества.
Иван Тихонович Васильченко является автором свыше 500 научных работ. Его авторству принадлежат обработки нескольких семейств и множества родов в фундаментальной монографии «Флора СССР».

## Некоторые публикации
- Васильченко И. Т. Определитель всходов сорных растений. — Л., 1965. — 432 с.

## Род и некоторые виды, названные в честь И. Т. Васильченко
- Vassilczenkoa Lincz., 1979, nom. superfl. [≡ Chaetolimon Lincz., 1940]
- Astragalus vassilczenkoanus Golosk., 1966
- Astragalus vassilczenkoi Berdyev, 1965
- Erysimum vassilczenkoi Polatschek, 1994, nom. nov.
- Galium vassilczenkoi Pobed., 1958 — Подмаренник Васильченко
- Neogaillonia vassilczenkoi Lincz., 1973 [≡ Plocama vassilczenkoi (Lincz.) M.Backlund & Thulin, 2007]
- Onobrychis vassilczenkoi Grossh., 1948 — Эспарцет Васильченко
- Oxytropis vassilczenkoi Jurtzev, 1959 — Остролодочник Васильченко
- Rosa vassilczenkoi Tkatsch., 1979 — Шиповник Васильченко
- Taraxacum vassilczenkoi Schischk., 1964 — Одуванчик Васильченко